# Овсеп I (католикос)
Овсеп I (Иосиф), 748—762) — 23-й глава алуанского католикосата Армянской апостольской церкви, пробыл на должности 17 лет, сменив прошлого католикоса Анастаса I.
Моисей Каганкатваци отмечает, что он был епископом из Амараса; на его 5-м году исполнилось 200 лет армянской эры.